# Perfect Illusion
Perfect Illusion (englisch für ‚Perfekte Illusion‘) ist ein Lied der US-amerikanischen Popsängerin Lady Gaga. Es stammt aus ihrem fünften Studioalbum Joanne, das im Oktober 2016 veröffentlicht wurde. Der Song ist am 9. September 2016 als erste Singleauskopplung erschienen. Er wurde von Lady Gaga, Kevin Parker, Mark Ronson und BloodPop geschrieben und produziert.

## Veröffentlichung
Im Mai 2016 berichtete Idolator, dass Lady Gaga zusammen mit Ronson, Parker und BloodPop im Studio war. Den Titel der Single veröffentlichte Gaga auf Instagram, in dem sie ein aus 12 Einzelbildern bestehendes Mosaik postete. Auf den Bildern steht: „Lady Gaga Perfect Illusion New Single September Perfect Illusion“. Die Single wurde am 9. September 2016 veröffentlicht.

## Cover
Auf dem Cover der Single ist Lady Gaga mit einem Mikrofon in der Hand abgebildet, wie sie vor dem Sonnenuntergang in einer Wüste in die Luft springt. Carey O’Donnell vom Paper Magazin sagte zu dem Cover, dass es „ikonisch“ sei, und die kanadische Sängerin Alice Glass meint, dass ihr der Metal- und Punk-Look von Lady Gaga auf dem Cover gefalle.

## Musikvideo
Page Six berichtete, dass das Musikvideo zu dem Lied in einer Wüste in der Nähe von Los Angeles an zwei Tagen gedreht wurde. Brandon Maxwell, der bereits öfter mit Lady Gaga zusammengearbeitet hat, kümmerte sich um die Outfits. Auf Instagram postete Lady Gaga außerdem einige Fotos von dem Videodreh. Das Musikvideo, in dem auch Mark Ronson, BloodPop und Kevin Parker von der Band Tame Impala mitspielen, wurde am 20. September 2016 veröffentlicht.

## Charts und Chartplatzierungen
| ChartsChartplatzierungen       | Höchstplatzierung | Wochen |
| ------------------------------ | ----------------- | ------ |
| Deutschland (GfK)              | 31 (2 Wo.)        | 2      |
| Österreich (Ö3)                | 21 (4 Wo.)        | 4      |
| Schweiz (IFPI)                 | 16 (4 Wo.)        | 4      |
| Vereinigtes Königreich (OCC)   | 12 (6 Wo.)        | 6      |
| Vereinigte Staaten (Billboard) | 15 (6 Wo.)        | 6      |

## Auszeichnungen für Musikverkäufe
| Land/Region                  | Auszeichnungen für Musikverkäufe (Land/Region, Auszeichnung, Verkäufe) | Verkäufe |
| ---------------------------- | ---------------------------------------------------------------------- | -------- |
| Australien (ARIA)            | Platin                                                                 | 70.000   |
| Brasilien (PMB)              | 2× Platin                                                              | 120.000  |
| Italien (FIMI)               | Gold                                                                   | 25.000   |
| Kanada (MC)                  | Gold                                                                   | 40.000   |
| Vereinigte Staaten (RIAA)    | Gold                                                                   | 500.000  |
| Vereinigtes Königreich (BPI) | Silber                                                                 | 200.000  |
| Insgesamt                    | 1× Silber · 3× Gold · 3× Platin ·                                      | 955.000  |

Hauptartikel: Lady Gaga/Auszeichnungen für Musikverkäufe